# Herzberg (Familienname)
Herzberg ist der Familienname folgender Personen:
- Abel Jacob Herzberg (1893–1989), niederländischer Jurist und Schriftsteller
- Alexander Herzberg (Ingenieur) (1841–1912), deutscher Ingenieur
- Alexander Herzberg (Mediziner) (1887–1944), deutscher Mediziner, Psychologe und Philosoph
- André Herzberg (* 1955), deutscher Musiker, Sänger und Schauspieler
- Annegret Herzberg (* 1945), deutsche Schriftstellerin und Verlegerin
- Daniela Herzberg (* 1969), deutsche Autorin und Regisseurin von Hörspielen und Radiofeatures
- David Georg Friedrich Herzberg (1763–1822), deutscher Schulmann und Historiker
- Dominikus Herzberg (* 1967), deutscher Informatiker, Bildungswissenschaftler und Hochschullehrer
- Doris Herzberg (1928–2001), deutsche „Halbjüdin“ und Überlebende der NS-Judenverfolgung
- Emil Herzberg (1820–1881), deutscher Richter und Parlamentarier
- Ernst Günther Herzberg (1923–1989), deutscher Pädagoge und Politiker (FDP)
- Frederick Herzberg (1923–2000), US-amerikanischer Psychologe und Hochschullehrer
- Frederik Stefan Herzberg (* 1981), deutscher Mathematiker
- Friedrich August von Herzberg (1776–1838), deutscher Generalleutnant
- Fritz Herzberg (* 1937), deutscher Landwirt und Volkskammerabgeordneter
- Gerd Herzberg (* 1950), deutscher Jurist und Gewerkschaftsfunktionär
- Gerhard Herzberg (1904–1999), deutsch-kanadischer Chemiker und Physiker, Nobelpreis Chemie 1971
- Guntolf Herzberg (* 1940), deutscher Philosoph
- Hans Kaspar von Herzberg (1685–1745), deutscher Generalmajor
- Hans-Ulrich Herzberg (1943–2023), deutscher Polizist und Landespolizeipräsident
- Isaak Herzberg (1857–1936), deutscher jüdischer Religionslehrer und Schriftsteller
- Judith Herzberg (* 1934), niederländische Schriftstellerin, Lyrikerin und Bühnenautorin
- Julia Herzberg (* 1978), deutsche Historikerin
- Karl-Heinz Herzberg (1919–1996), deutscher Brigadegeneral
- Kurt Herzberg (1896–1976), deutscher Hygieniker, Bakteriologe, Virologe und Hochschullehrer
- Leo Herzberg-Fränkel (1827–1915), österreichischer Schriftsteller und Journalist
- Luise Herzberg (1906–1971), deutsch-kanadische Astrophysikerin und Maschinenbauerin
- Margarete Herzberg (1921–2007), deutsche Sängerin (Mezzosopran)
- Martin Herzberg (Schauspieler) (1911–1972), deutscher Schauspieler
- Martin Herzberg (Musiker) (* 1981), deutscher Musikproduzent, Komponist und Musikwissenschaftler
- Michael Herzberg (* 1964), deutscher Schachkomponist
- Nina Herzberg (* 2000), deutsche Schauspielerin
- Philipp Yorck Herzberg (* 1966), deutscher Psychologe und Hochschullehrer
- Renate Herzberg, deutsche Fernsehmoderatorin
- Romy Herzberg (* 1951), deutsche Musikerin
- Rolf Dietrich Herzberg (* 1938), deutscher Rechtswissenschaftler
- Ruth Herzberg (* 1975), deutsche Schriftstellerin und Kolumnistin
- Sigmund Herzberg-Fränkel (1857–1913), österreichischer Historiker und Journalist
- Stefan Herzberg (* 1956), deutscher Diplomat
- Stephan Herzberg (* 1978), deutscher Philosoph
- Thomas Herzberg (* 20. Jahrhundert), deutscher Schriftsteller
- Walter Herzberg (1898–1943), deutscher Grafiker und Karikaturist
- Wilhelm Herzberg (1861; †nach 1936), deutscher Papierprüfer und Papierexperte
- Wolfgang Herzberg (* 1944), deutscher Publizist und Textdichter

Siehe auch:
- Hertzberg